# Johannes de Laet

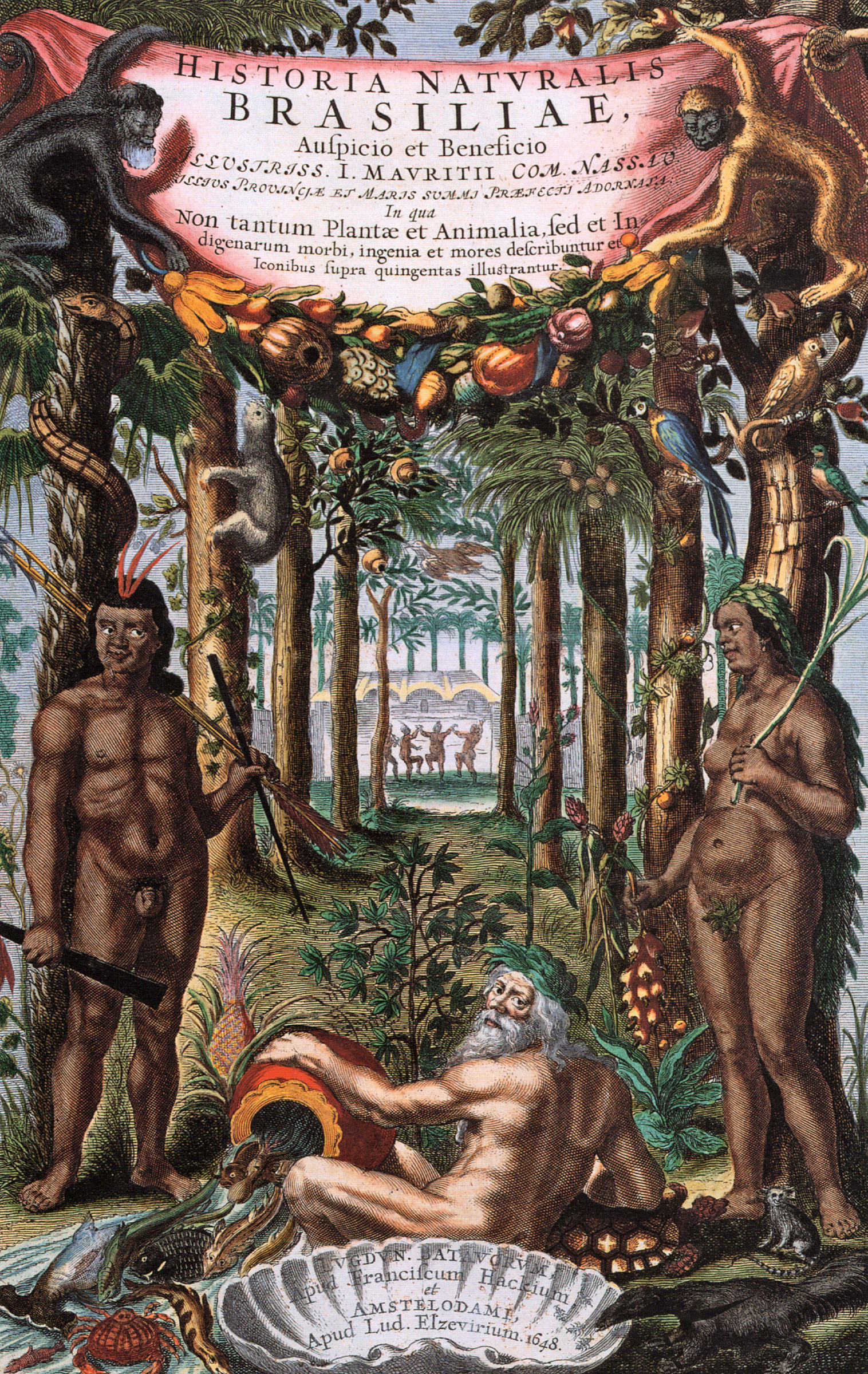
Historia Naturalis Brasiliae, uitgave van en met een appendix door Johannes de Laet, geschreven door Willem Piso en Georg Marggraf 1648

Johannes de Laet (Antwerpen, 1581 - Leiden, 1649) was een Nederlands geograaf, bewindvoerder van de West-Indische Compagnie en polyglot. De gelatiniseerde vorm van zijn naam is "Laetius" of "Latius".

## Levensloop
De Laet was een aanhanger en voorvechter van de gereformeerde godsdienst. Na de val van Antwerpen in 1585, vertrokken de ouders van De Laet naar Leiden. Hij studeerde er tussen 1597 en 1602, onder andere bij Josephus Justus Scaliger. De stad Leiden stuurde hem in 1619 als afgezant naar de Synode van Dordrecht. Van deze synode heeft hij mede de acta bezorgd. De Laet was in 1621 een van de oprichters van de Westindische Compagnie, waarvan hij in 1622 ook bewindhebber werd. Hij heeft een boek aan de geschiedenis van de handelsmaatschappij gewijd. Toen graaf Johan Maurits van Nassau-Siegen in 1636 werd benoemd tot Gouverneur-Generaal van Nederlands Brazilië, stelde De Laet een Braziliaans Handboek op om de nieuwe bestuurder wegwijs te maken in het reilen en zeilen van de kolonie. De Laet was een behoedzaam bestuurder en een op de praktijk gericht intellectueel.
In 1631 nam hij deel aan de stichting van vijf patroonschappen in Nieuw-Nederland, samen met Samuel Blommaert, Samuel Godijn, Albert Burgh en Kiliaen van Rensselaer. Naar verluidt zou De Laet zijn aandeel hebben verkocht toen bleek dat Swaanendael was verwoest door de Indianen. In 1649 voerde hij met Samuel Blommaert met succes een proces tegen de erfgenamen van Van Rensselaer over hun aandeel in Rensselaerswijck. Johannes van Rensselaer mocht zich alleen in naam patroon noemen. Zijn dochter Johanna de Laet en schoonzoon Johan de Hulter vestigden zich in 1653 in de kolonie.

## Polemiek met Hugo de Groot
De Laet schreef en publiceerde in 1643 zijn Notae ad dissertationem Hugonis Grotii. In deze opmerkingen bij de 'Dissertatio' van De Groot uitte De Laet scherpe kritiek op denkbeelden van Hugo de Groot, zoals uiteengezet in diens Dissertatio de origine gentium Americanarum. Een dergelijk dispuut waarin geleerden elkaars opvattingen bestreden kreeg ook toen vaak de vorm van elkaar bestrijdende publicaties.
De Groot had in zijn boek een theorie ontvouwd over de oorsprong van de Indiaanse talen in Amerika. Volgens Hugo de Groot, die overigens weinig kennis van Amerika en de Amerikaanse talen bezat, was het continent bevolkt tijdens een recente Germaanse kolonisatie. Hij probeerde aan te tonen dat alle mensen inderdaad van Adam en Eva en van Noach afstamden. Hun talen moesten, zo meende Hugo de Groot, daarom Hebreeuwse invloeden vertonen. De Laet weerlegde De Groots opvattingen over Europese en Amerikaanse taalkunde. De Indiaanse talen vertoonden, zo toonde De Laet aan, geen enkele verwantschap met Hebreeuws, Grieks, Latijn of enige moderne Europese taal. De Laet wees op de grote verschillen tussen de Europese en de Indiaanse talen en culturen en benadrukte de zeer verschillende flora en fauna.
De Laet was erin geslaagd het geheimschrift van de Duitse onderzoeker Georg Markgraf te ontcijferen en publiceerde in 1648 diens aantekeningen over Braziliaanse vogels. De Laet voegde er een appendix aan toe over de Indianen. Over de vraag waar de mensen, dieren en planten in de Nieuwe Wereld dan wel hun oorsprong hadden, liet De Laet zich niet uit. De oorsprong van de Amerikanen werd in heel Europa een onderwerp van discussie. Er volgden nog een reactie van De Groot en een weerwoord van De Laet. De Laet spande zich in deze polemiek ervoor in om gedegen taalkundig onderzoek de basis te maken van stellingen over de oorsprong en verwantschap van talen en taalfamilies.

## Preadamieten
Een reactie op het werk van Johannes de Laet was ook La Peyrère's boek Praeadamitae, met daarin de these dat er voor Adam al mensen geweest moesten zijn, de zogenaamde preadamieten. Het boek werd in 1655 in Amsterdam uitgegeven. Hierin verwees La Peyrère naar het door De Laet en De Groot gevoerde debat. De Fransman verdedigde de theorie dat de verschillende mensensoorten een verschillende oorsprong hebben, de zogenaamde polygenese. Hiermee verloor het Bijbelse scheppingsverhaal zijn verklaringsmonopolie van de oorsprong van de geschiedenis. De rechtzinnige christen De Laet heeft, beïnvloed door geleerden als de Deen Ole Worm en de Fransman Claude Saumaise, met het publiceren van zijn kritiek op Hugo De Groot bijgedragen aan een intellectueel klimaat waarin opvattingen over preadamieten bespreekbaar werden.
Geleerden konden in de Republiek der Zeven Verenigde Nederlanden veel vrijer discussiëren dan in andere landen. De overheid greep, zolang boeken in het Grieks of Latijn waren gesteld en niet door de "gewone man" konden worden gelezen, zelden tot het middel van de censuur om het uitdragen van onwelgevallige standpunten tegen te gaan. Toen er over Genesis werd gedebatteerd, kwam de weg vrij voor Bijbelkritiek die schijnbare ongerijmdheden en onverklaarbare teksten in de Bijbel besprak. Men ging de Bijbel wetenschappelijk bestuderen zoals iedere andere oude tekst.

## Wetenschappelijke nalatenschap
Johannes de Laet is een van de grondleggers van de moderne vergelijkende taalwetenschap. Hij werd geboren in een tijd waarin de permutatio litterarum, het vergelijken van talen op basis van hun woordschat, waarbij woorden uit verschillende talen aan elkaar gelijk werden gesteld, op subjectieve wijze werd gehanteerd. Tijdens de renaissance maakte de taalwetenschap een vernieuwing door. Johannes de Laet stelde hogere normen voor en hij pleitte voor een strengere methodologie die geen ruimte meer liet voor associatieve vergelijkingen. Volgens De Laet kon een taalvergelijkend onderzoek alleen een verwantschap vaststellen wanneer er voldoende woorden waren vergeleken. Dat was niet alles; behalve op de kwantiteit ging De Laet ook in op de kwaliteit van het onderzoek. Het onderzoek moest in zijn ogen ook op het fonische, het lexicale en het grammaticale, dat wil zeggen, het structurele niveau van de taal, een verwantschap aantonen voordat men mocht spreken van een taalfamilie.
Laetius stelde dat alleen empirische bewijzen van taalverwantschap voortaan als argumenten in een wetenschappelijk debat mochten worden gebruikt. Zijn lexicale bewijzen worden als een voorloper van het in de 18e eeuw in brede kring geaccepteerde principe van het basisvocabularium gezien.

## Publicaties (selectie)[10]
- J. de Laet, Respublica, siue Status regni Poloniæ, Lituaniæ, Prussiæ, Livoniæ, etc., Leiden, 1627[11]
- J. de Laet, Gallia, sive de Francorvm regis dominiis et opibus commentarius, Leiden, 1629
- J. de Laet, Hispania sive de regis Hispaniæ regnis et opibus commentarius, Leiden, 1629
- J. de Laet, Nieuwe Wereldt ofte beschrijvinghe van West-Indien, Leiden 1625[12]
- J. de Laet, Portvgallia sive De regis Portvgalliæ regnis et opibvs commentarius, Leiden, 1641
- J. de Laet, Notae ad dissertationem Hugonis Grotii De origine gentium americanarum, et observationes aliquot ad meliorem indaginem difficillimae illius quaestionis, Leiden 1643
- J. de Laet, Historie ofte iaerlijck verhael van de verrichtinghen der geoctroyeerde West-Indische Compagnie, zedert haer begin, tot het eynde van 't jaer sesthien-hondert ses-en-dertich; begrepen in derthien boecken, ende met verscheyden koperen platen verciert, Leiden, 1644
- J. de Laet (et al.), Historia natvralis Brasiliae, Amsterdam, 1648
- J. de Laet, Republyke der Zeven Vrye Vereenigde Nederlanden: een volkoome Beschrijvinge der plaats, hoedanigheid, staats- en burgerlikke bestuuringe van Gelderlandt, Hollandt, Zeelandt, Uitrecht, Friesland, Over-Yszel en Groeningen, Amsterdam, 1652

## Insect
De Laet was een van de eerste niet-Spanjaarden die zich publiekelijk achter de mening van de Spaanse natuuronderzoekers schaarden dat cochenille een insect was.